# Tế bào trình diện kháng nguyên
Tế bào trình diện kháng nguyên (tiếng Anh là antigen presenting cell, APC) là những tế bào biểu hiện kháng nguyên lạ đã liên kết với phức hệ phù hợp tổ chức (major histocompatibility complex - MHC) trên bề mặt của nó. Tế bào lympho T có thể nhận diện được phức hợp này bằng cách sử dụng thụ thể tế bào T (T-cell receptor - TCR). Mặc dù, tất cả các tế bào trong cơ thể đều có thể là APC, do nó có thể trình diện kháng nguyên cho TCR (của tế bào T gây độc CD8+) qua phân tử MHC lớp I, tuy nhiên thuật ngữ APC thường dùng để chỉ những tế bào đã được biệt hóa đóng vai trò hoạt hóa tế bào T. Các tế bào này thường biểu hiện cả phân tử MHC lớp I cũng như lớp II với chức năng kích hoạt cả CD4+ (tế bào T hỗ trợ) cũng như CD8+ (tế bào T gây độc). Để phân biệt giữa hai loại tế bào APC, những tế bào biểu hiện phân tử MHC lớp II thường được gọi là tế bào trình diện kháng nguyên chuyên nghiệp. 

## Phân loại tế bào trình diện kháng nguyên
Có ba loại tế bào trình diện kháng nguyên chuyên hoá chính: 
- Tế bào tua (Dendritic cells)
- Đại thực bào (Macrophages)
- Tế bào B (B cells)

Các tế bào này có khả năng thực bào hiệu quả, qua đó chúng có thể biểu hiện cả những kháng nguyên lạ từ bên ngoài cũng như kháng nguyên nội sinh. Chức năng quan trọng hơn của những tế bào APC là chúng hoạt hoá tế bào T non (naive T cell) thông qua những phân tử đồng kích hoạt được biểu hiện trên bề mặt tế bào. Khi các phân tử đồng kích hoạt trên tế bào APC liên kết với những phân tử đặc hiệu tương ứng trên bề mặt tế bào T, những tín hiệu kích thích được truyền đến tế bào T cho phép chúng chuyển đổi thành dạng hoạt động và trưởng thành với đầy đủ các chức năng.
Các tế bào tua với phổ trình diện kháng nguyên cực lớn chính là nhóm tế bào trình diện kháng nguyên quan trọng nhất. Các tế bào tua đã được hoạt hóa luôn luôn biểu hiện những phân tử đồng kích hoạt (ví dụ như phân tử B7) có khả năng hoạt hóa các tế bào T bổ trợ.
Tế bào B, với những kháng thể trên bề mặt, có thể trình diện rất hiệu quả các kháng nguyên đặc hiệu với kháng thể, nhưng lại không hiệu quả đối với các kháng nguyên loại khác. Ngoài ra, một vài dòng tế bào biệt hóa ở một số cơ quan nào đó (ví dụ: vi tế bào thần kinh đệm (microglia) trong não, tế bào Kuppfer ở gan) vốn có nguồn gốc từ đại thực bào cũng có khả năng hoạt động như các APC.

## Sự tương tác với tế bào T
Xem thêm: Quá trình trình diện kháng nguyên
Sau khi nuốt các tác nhân gây bệnh, tế bào tua hoặc đại thực bào di chuyển đến hạch lympho, nơi chứa hầu hết các tế bào T. Để có thể đến được hạch lympho, các APC di chuyển theo nồng độ các chemokine trong máu (cơ chế hóa hướng động). Trong khi di chuyển, tế bào tua trở nên mất khả năng thực bào và tăng cường biểu hiện các chất đồng kích hoạt (trở thành tế bào APC chín) để tương tác với tế bào T. 
Trong tế bào APC, các tác nhân gây bệnh sẽ bị enzyme phân cắt thành các đọan peptide gọi là những quyết định kháng nguyên (epitope). Chính epitope sau đó sẽ được tế bào tua mang đến trình diện tế bào T thông qua phân tử MHC. Các nghiên cứu gần đây cho thấy mỗi tác nhân gây bệnh chỉ có một số epitope nhất định có thể tham gia trình diện (có tính trội miễn dịch (immunodominant)). Đó là những epitope có ái lực liên kết mạnh khi liên kết với MHC cho phép phức hợp này bền về mặt động học, đủ thời gian để tìm được tế bào T đặc hiệu.

## Hình ảnh